# Stenotritus ferricornis
Stenotritus ferricornis är en biart som först beskrevs av Cockerell 1916.  Stenotritus ferricornis ingår i släktet Stenotritus och familjen Stenotritidae. Inga underarter finns listade i Catalogue of Life.

## Bildgalleri

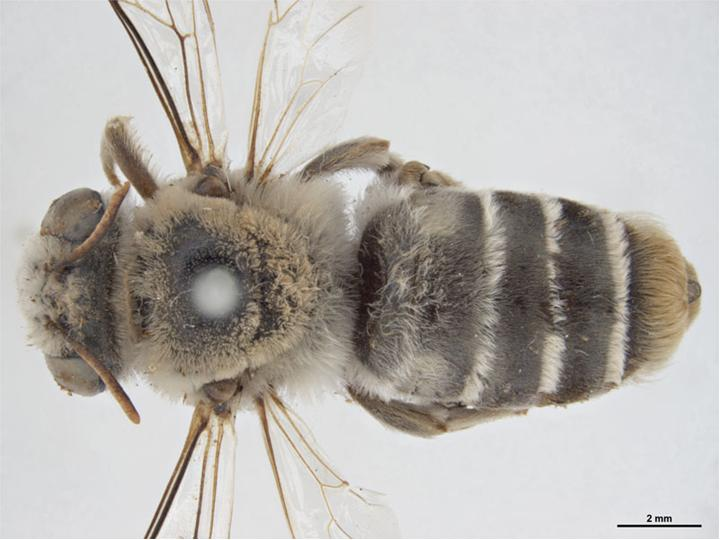